# Automotrice FS ALn 556
L'automotrice ALn 556 è l'evoluzione dell'automotrice ALn 56 la cui caratteristica principale è costituita dall'accoppiabilità a comando multiplo con altre unità dello stesso tipo. Fanno parte dello stesso gruppo ALn 556, sia le automotrici di costruzione FIAT, serie 1200 e 1300, che quelle costruite dalla Breda, serie 2200; le unità dei due costruttori, tuttavia, non sono accoppiabili a comando multiplo tra di loro.

## Storia

### Le ALn 556 FIAT
Le automotrici del gruppo ALn 556 sono la naturale evoluzione del precedente progetto ALn 56, sviluppato a partire dal 1936, quando si presentò evidente l'insufficienza di un solo rotabile per effettuare i servizi viaggiatori la cui utenza era rapidamente aumentata. Per potervi accoppiare una seconda automotrice si rendeva necessaria la presenza di un altro macchinista alla guida il che, unito alla necessità di un altro agente in carrozza, faceva venir meno del tutto la convenienza economica di usare le automotrici. Venne quindi studiato un dispositivo di comando multiplo che ne permettesse l'uso da un unico banco di guida. Per indicare l'accoppiabilità a comando multiplo di una automotrice si stabilì, per convenzione, di raddoppiare la prima cifra di identificazione del gruppo; così ALn 56 divenne ALn 556. La serie venne immessa in servizio nel 1937 e le si continuò ad attribuire il soprannome di Littorina.
Le ALn 556 vennero costruite tra il 1937 e il 1939 in 192 esemplari suddivisi in due sottoserie con differenze nella motorizzazione; la prima sottoserie comprendeva le unità da 1201 a 1299 e la seconda quelle da 1300 a 1392.
A completamento delle 200 unità previste, nel 1939 furono consegnate otto automotrici classificate ALDUn 1301-1308 dotate di soli 20 posti a sedere e di un ampio ambiente destinato al trasporto bagagli e al servizio postale, che negli anni cinquanta furono trasformate nelle ALn 556.1393-1400.
Dello stesso modello ne vennero costruite un buon numero anche per varie ferrovie concesse sia a scartamento normale che a scartamento ridotto.

### Le ALn 556 Breda

Una ALn 556 sulla Ferrovia Verona-Caprino-Garda

Nel 1936 le Ferrovie dello Stato ordinarono un ulteriore lotto di automotrici del tipo da 56 posti, ma accoppiabili a comando multiplo, anche alla Breda di Milano. Anche queste vennero immatricolate come ALn 556, cioè con la stessa classificazione delle Fiat, ma per distinguerle vennero immatricolate con la numerazione progressiva iniziante con "2". Le macchine mantenevano l'aspetto di insieme delle precedenti ALn 56 Breda nella cassa ed avevano uguale motorizzazione; l'unica differenza estetica consisteva nelle prese per il comando multiplo sui frontali. Le apparecchiature vennero installate su una serie di 140 unità realizzate dalla Breda tra il 1938 e il 1940 che andarono a costituire il Gruppo ALn.556.2201-2340.
Nessuna modifica di questo tipo fu apportata alle ALn.56 di precedente costruzione.

## Tecnica

### ALn 556 Fiat

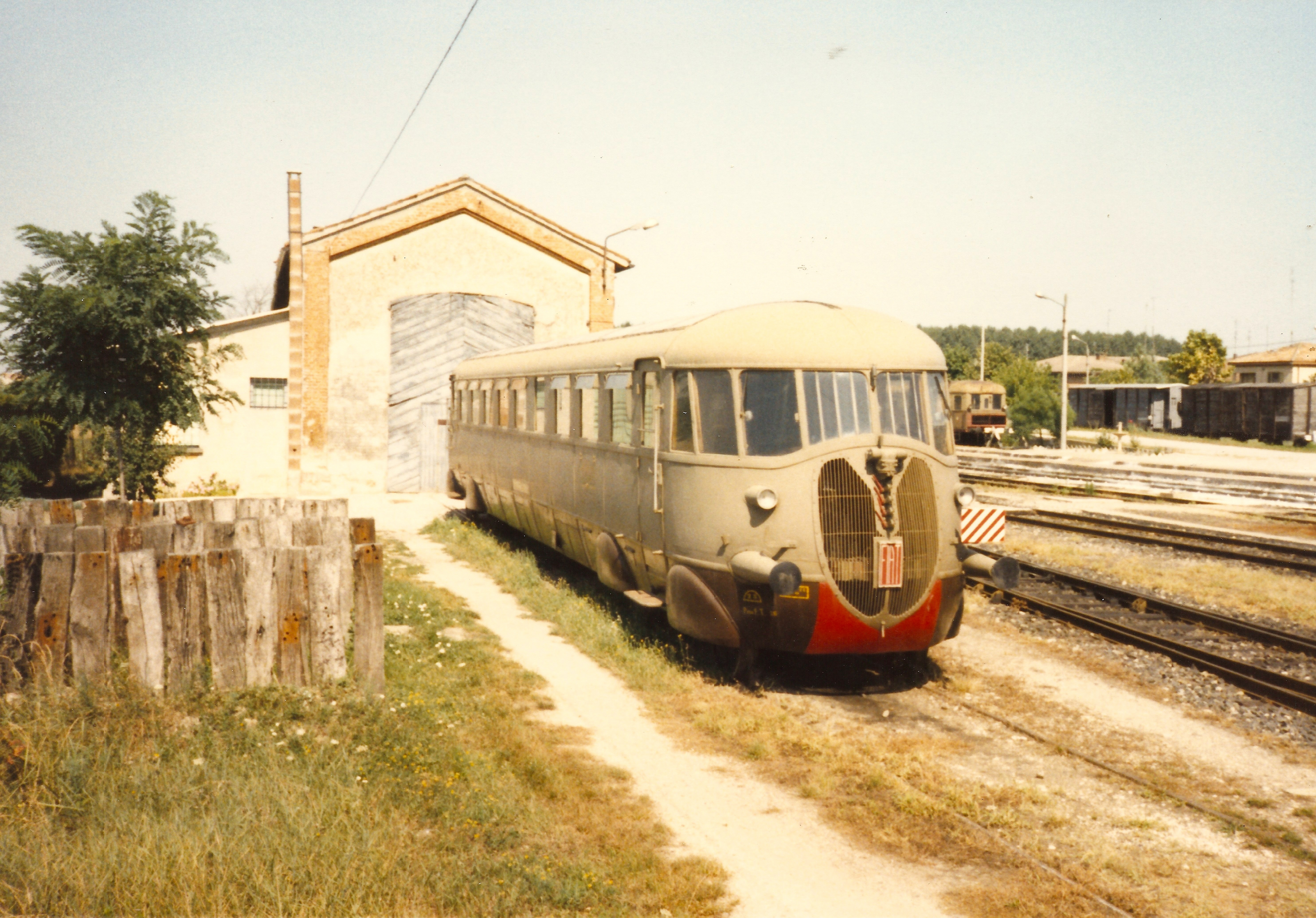
ALn 556 FSF al deposito di Sermide.

Le automotrici ALn 556 avevano ancora la cassa a struttura tubolare saldata e poggiavano direttamente sui due carrelli mediante perno e rulli di scorrimento. Sulle testate era ricavato il dispositivo di aggancio a barra rigida che serviva per trazione e limitata spinta in manovra ed in più vi trovavano posto gli accoppiatori per il comando multiplo. I respingenti sulle testate mantenevano la funzione solo decorativa, non essendo in grado di sopportare urti o forti compressioni. Il caratteristico radiatore era nascosto da una mascherina frontale a scudo che richiamava quello delle autovetture della casa torinese.
I carrelli erano dello stesso tipo semplice delle antecedenti macchine, con un telaio in acciaio saldato formato essenzialmente da due longheroni su cui poggiava la cassa per mezzo di rulli scorrevoli. Le sospensioni erano a balestra corta di tipo camionistico. La sede del perno era in posizione asimmetrica rispetto al centro del telaio per aumentare il peso gravante sull'asse motore. Il motore era posto sopra il primo asse e tutta la meccanica era contenuta entro il carrello.
Le ALn 556 della prima serie 1201-1299 montavano un motore diesel, tipo 355C a iniezione diretta, a sei cilindri in linea in grado di erogare 75 CV (circa 55 kW) a 1700 giri al minuto. Il motore era un classico tutto in ghisa e comando delle valvole ad aste e bilancieri con rapporto di compressione 1/13,75. Quelle della seconda serie, 1300-1400, montavano un più potente tipo 356 ad iniezione indiretta (con precamera Ricardo) da 115 CV (circa 85 kW) e rapporto di compressione 1/17, ritarato successivamente a 105 CV (circa 77,5 kW).
La trasmissione del moto alle ruote avveniva per mezzo di un gruppo frizione, monodisco nella serie 12xx e bidisco nella successiva, collegato al cambio meccanico di tipo Fiat a 4 marce e da questo con un albero di trasmissione con doppio giunto elastico scorrevole a guide scanalate che trasmetteva il moto ad un ponte riduttore (rapporto 1/2,44).
Il sistema di comando del cambio merita qualche cenno aggiuntivo. Nei tipi di automotrici di costruzione FIAT precedenti, i comandi a disposizione del macchinista per la regolazione della velocità erano esattamente come in un'automobile: pedale dell'acceleratore, pedale della frizione e manovella sul banco per il cambio marce (sui primissimi gruppi, come le ALb 48 e 64, vi era anche un pedale per il comando dell'impianto frenante, poi sostituito da un rubinetto per il freno moderabile prima e continuo poi). Con le ALn 556 FIAT, scompare il pedale della frizione: grazie al comando del cambio gestito interamente da elettrovalvole, la manovella di selezione delle marce assolve anche alla funzione di comando innesto/disinnesto frizione. Praticamente, la manovella prevede:
- 5 posizioni principali (0, 1, 2, 3 e 4) corrispondenti alle marce (la posizione "0" è la folle iniziale)
- 3 posizioni intermedie tra ciascun rapporto, dette "a", "b" e "c". La posizione "a" corrisponde a: disinnesto frizione con marcia inserita. La posizione "b": cambio in folle con frizione innestata (è la posizione di folle intermedia tra ciascuna marcia). La posizione "c": frizione disinnestata con inserimento del rapporto successivo. Per esempio, dovendo passare dalla II alla III marcia, in posizione "a" si disinnesta la frizione (ma la II marcia resta inserita), in "b" si disinserisce la II marcia e si reinnesta la frizione, in "c" la frizione viene nuovamente disinnestata per consentire l'inserimento della III marcia. Quando poi la manovella passa sulla posizione "3" (corrispondente alla III marcia) ciò comporta semplicemente l'innesto della frizione. Si noti che fra la posizione "0" e la "1" vi erano solo le posizioni "b" e "c". Al fine di evitare strappi allo spunto, effettuato in I marcia, l'innesto della frizione (ma solo in quel rapporto) avviene usando un'elettrovalvola dedicata che presenta un foro calibrato: lo scopo è di consentire uno scarico lento dell'aria compressa dal cilindro di comando della frizione, la quale così può innestarsi dolcemente. Si noti, inoltre, che esiste un pulsante per disabilitare tutte le elettrovalvole del cambio qualora si voglia passare da una qualsiasi posizione di folle intermedia a quella iniziale, senza inserire intempestivamente i rapporti del cambio intermedi con conseguenti gravi danni.

Questo sistema "centralizzato" di comando cambio/frizione è stato poi ripreso nel dopoguerra con le automotrici FIAT ALn 64 a completa aderenza e ALn 668: in questi casi, anche la funzione dell'acceleratore è stata inglobata in un'unica maniglia, portando alla scomparsa del relativo pedale.
I radiatori di raffreddamento, ad acqua, erano posti frontalmente ai motori in posizione interna alla testata frontale dell'automotrice.
L'impianto elettrico era a 24 volt con batterie ricaricate da una dinamo per motore. Due compressori Westinghouse fornivano l'aria compressa per i servizi ausiliari e per il freno.
L'impianto frenante era composto da: un freno ad aria compressa agente sulle ruote mediante ganasce e tamburo, di derivazione automobilistica e un freno a mano agente sul carrello sottostante.

### ALn 556 Breda

Automotrice FS ALn 556.2335 a Rieti nel 1977

La cassa manteneva la stessa impostazione estetica della precedente Automotrice ALn 56. Le prestazioni in velocità e potenza erano uguali. Durante i lavori di trasformazione del dopoguerra furono introdotte alcune modifiche (comuni anche alle ALn 56 di serie [2011 - 2090]):
- Aggiunta di una traversa sul frontale per sostenere i respingenti (originariamente di tipo molto leggero) e gli organi di accoppiamento;
- Spostamento del radiatore di raffreddamento dal carrello motore ai due lati della cassa; contestualmente il raffreddamento avveniva tramite elettroventilatori indipendenti dal motore (e quindi dal suo regime di rotazione)
- Sostituzione del motore con un Diesel tipo D17 a 6 cilindri, verticale a iniezione indiretta (al posto dell'AEC originale) di maggiore potenza (118 kW); il regime di rotazione più basso (1800 g/m contro 2000) comportò una riduzione della velocità massima da 140 a 120 km/h.

La trasmissione era meccanica con cambio epicicloidale Wilson e volano fluido (giunto idraulico), che ha mostrato un comportamento molto più dolce e progressivo, nonché una maggiore propensione ai percorsi di montagna. Il sistema frenante era doppio, ad aria compressa con freni a ceppi sulle ruote continuo e moderabile.

## Automotrici conservate
- Automotrice ALn 556.2312 restaurata ed esposta presso il Museo Ferroviario di Pietrarsa (Napoli).
- Automotrice ALn 556.2331 restaurata per treni storici alla Metalmeccanica Milanesio di Moretta[3]: originariamente custodita presso il Museo ferroviario di Trieste Campo Marzio, è stata fortunosamente salvata dalla demolizione a causa della coibentazione in amianto. Attualmente è assegnata, marciante, presso la rimessa di Pistoia.